# Закон Мойано
Закон Мойано (ісп. La ley Moyano; кат. La Llei Moyano) став важливою поправкою до закону про загальну початкову освіту. Затверджений декретом 9 вересня 1857 ліберальним міністром Клаудио Мойано, що діяв аж до появи Другої Іспанської Республіки. То справді був перший закон, у якому держава регулювала навчальні програми шляхом втручання в освіту. На папері він перетворив початкову освіту на загальну 9 вересня 1855, і більше того суворо визначив іспанську (кастильську) мову як єдину мову навчання. Це обмеження, точніше його завзяте використання, сколихнуло каталонську інтелігенцію і буржуазію і зрештою призвела до глибокого етномовного розколу в Каталонії.

## Передісторія
У 1733 Карл III видав декрет, що формально забороняє використання каталанської мови в громадських місцях, проте слабкий рівень виконання законів характерний для Іспанії в цілому призводив до того, що іспанська мова, хоча і була вже знайома широким верствам населення Каталонії, як і раніше, дуже обмежено вживалася до прикладу у системі початкової освіти. Щобільше, нотаріальні документи та інша дрібна місцева документація до початку XIX складалися переважно каталанською мовою. Тим не менш, мовою піднесеної літератури в регіоні з XV століття є іспанська. В результаті, каталанська та іспанська довгий час сприймалися як стилістично різні соціолекти однієї мови. Ця ситуація зберігалася з ХV до середини ХІХ століття. Наприклад, на початковому етапі каталонське відродження має переважно тематичний характер: каталонські письменники все більше часу приділяють власне каталонській тематиці, хоча мовою їх творів залишається майже скрізь кастильська, яка продовжує сприйматися як вищий стилістичний різновид каталанської. Поворотним моментом у цьому відносно нешкідливому (для єдиної Іспанії) явище поставив закон Мойано 1857, згідно з яким загальна початкова освіта по всій Іспанії має відтепер здійснюватися виключно кастильською мовою. У відповідь каталонська інтелігенція йде на свідомий розрив не лише із загальноіспанською тематикою, а й з іспанською мовою.